# Burebista
Burebista fou rei de la Dàcia (70 aC – 44 aC), actual Romania. Va ser un dels més destacats reis d'aquest poble d'origen traci, conquerint Hercinica (actual Moràvia) a l'oest, Bugul a l'est, i dominant els pobles dels Carpats del nord i de la zona de Dionysopolis al sud, aconseguint la unitat política dels dacis ajudat pel gran sacerdot Deceneu. Va instal·lar la capital del seu regne a Argedava o Sargedava a prop de Costești, a les muntanyes Orăștie, les runes de les quals estan actualment declarades per la UNESCO patrimoni de la humanitat. El seu nom de veritat es desconeix i és conegut com a Burebista pels testimonis deixats per escriptors grecs contemporanis a aquest personatge històric a qui es referien com Bu-ere-bu-ist-as (aquell que no existeix). El centre espiritual del seu regne era a Strabon que es coneixia com a Kagaion les muntanyes santes, que es creu localitzat a un lloc indeterminat de les muntanyes Bucegi (Munții Bucegi).

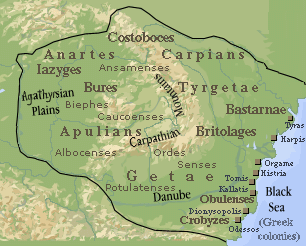
El regne de la Dacia a l'època de Burebista 82 aC

Al sud del Danubi, el procònsol de la província romana de Macedònia, el general Varró Lucul·le, en temps de la Segona Guerra Mitridàtica (74 aC-72 aC) va ocupar algunes ciutats gregues de la costa oest del mar Negre des d'Apollonia fins al delta del Danubi. Els habitants grecs d'aquestes ciutats ocupades van demanar ajuda a Burebista. L'armada romana comandada per Gai Antoni Hibrida va ser atacada i derrotada a prop d'Histria. Les ciutats gregues de Tomis, Calatis, Dionysopolis i Apollonia van passar sota el control de Burebista integrant-se al seu regne, a canvi de què aquest les protegis dels atacs romans.
Una vegada derrotat als romans Burebista va continuar les seves incursions a la regió del nord, conquerint Aliobrix (al sud de Bessaràbia, actualment Ucraïna), Tyras i Odessos.
L'any 48 aC, Burebista va interferir a la política interna de la República Romana en temps de les guerres civils entre Juli Cèsar i Gneu Pompeu Magne, sostenint la causa del segon i esdevenint un ferm aliat d'aquest als Balcans. Així va enviar homes a lluitar al costat de les legions de Pompeu, a Acornion. Tres anys més tard, quan Cèsar va vèncer a Pompeu, el primer es va decidir a enviar les seves legions per atacar als antics aliats del seu enemic. L'assassinat de Juli Cèsar al Senat de Roma el 15 de març de 44 aC no va fer possible tal fet.
Poc temps després, en el mateix any, Burebista va morir en estranyes circumstàncies. Alguns historiadors romanesos sostenen que va morir assassinat. A la seva mort el seu regne es va descompondre en petits regnes tribals i fins Decèbal Dàcia no va tornar a unificar-se sota un mateix cabdill.